# Centro Comercial Brasília (Porto)
O Shopping Center Brasília é uma superfície comercial situada na zona da Boavista, no Porto, em Portugal.
É o centro comercial mais antigo do Porto e um dos primeiros a abrir em Portugal. Com o encerramento do centro comercial Apolo 70 em 2021, tornou-se o centro comercial mais antigo de Portugal e Espanha ainda em funcionamento.

## Localização
O Shopping Center Brasília localiza-se na esquina da Avenida da Boavista com a Praça Mouzinho de Albuquerque, conhecida como Rotunda da Boavista. Situa-se a poucos minutos a pé do Shopping Cidade do Porto, do Mercado do Bom Sucesso, da Casa da Música e da estação de metro com o mesmo nome, uma das mais importantes no sistema do Metro do Porto.

## História
Foi inaugurado a 9 de Outubro de 1976, tendo sido um marco importante na história do comércio portuense.
Porém, a construção de grandes centros comerciais por todo o Grande Porto em meados dos anos 90 teve efeitos negativos na popularidade do Brasília, levando, por exemplo, ao encerramento da sua sala de cinema, o Charlot.
Em torno das comemorações do seu 30.º aniversário, em 2006, a Associação de Comerciantes do shopping anunciou a intenção de levar a cabo uma remodelação orçada em 12,5 milhões de euros. Tal intervenção deveria estar concluída em 2009. Em 2006 o shopping registava uma média de cerca de 15.000 visitas diárias.

### Obras em 2023
Obras de reabilitação do shopping, arrancaram em Janeiro de 2023, num investimento de meio milhão de euros, depois de vários projetos apresentados ao longo dos anos terem ficado na gaveta. A remodelação compreende a instalação de mais iluminação, a remoção da escadaria metálica central, a criação de um espaço mais amplo e social, à remodelação dos vãos e guardas, e a utilização de painéis solares. Com projeto do arquiteto João Ferros, o shopping vai surgir assente na inovação e na sustentabilidade.

## Características
Os 6 pisos do Shopping Center Brasília estão divididos em cerca de 250 lojas, embora mais de um terço estejam neste momento fechadas. O espaço dedicado a lugares de estacionamento é de cerca de 17.000 m².
Apesar de incluir algumas lojas de marcas conhecidas, como a Livraria Bertrand ou a Chicco, o forte do Brasília são as lojas independentes, e em particular as especializadas, sendo possível encontrar lojas dedicadas por exemplo à banda desenhada, ao modelismo, ao metal gótico, ao esoterismo, às artes marciais ou à filatelia e numismática.
No shopping existem ainda vários cafés, restaurantes, salões de jogos, galerias de arte, um bingo, uma discoteca, um ginásio, um polo do Instituto de Estudos Superiores Financeiros e Fiscais. e até um Centro de apoio da Universidade Brasileira Unigran Net cujo Polo sede na Europa está em Lisboa, mas já vem desenvolvendo trabalhos no Porto.